# Collegio di Guildford
Guildford è un collegio elettorale inglese situato nel Surrey rappresentato alla Camera dei comuni del Parlamento del Regno Unito. Elegge un membro del parlamento con il sistema maggioritario a turno unico; l'attuale parlamentare è Zöe Franklin dei Liberal Democratici, che rappresenta il collegio dal 2024.

## Estensione

Guildford dal 2010 al 2024

- 1885-1918: i borgo di Godalming e Guildford, la divisione sessionale di Farnham, e parte della divisione sessionale di Guildford.
- 1918-1950: i borgo di Godalming e Guildford, il distretto urbano di Haslemere, il distretto rurale di Hambledon, e il distretto rurale di Guildford eccetto la parrocchia civile di Pirbright.
- 1950-1983: il borgo di Guildford, le parrocchie di Artington, Compton, Puttenham, Shackleford, Shalford, Wanborough e Worplesdon nel distretto rurale di Guildford, e le parrocchie di Alfold, Bramley, Busbridge, Cranleigh, Dunsfold, Ewhurst, Hambledon, Hascombe e Wonersh nel distretto rurale di Hambledon.
- 1983-1997: i ward del borgo di Guildford di Christchurch, Friary and St Nicolas, Holy Trinity, Merrow and Burpham, Onslow, Pilgrims, Shalford, Stoke, Stoughton, Tongham, Westborough e Worplesdon, e i ward del distretto di Waverley di Blackheath and Wonersh, Bramley, Cranleigh East, Cranleigh West, Ewhurst e Shamley Green.
- 1997-2010: come sopra, meno Tongham.
- 2010-2024: i ward del borgo di Guildford di Burpham, Christchurch, Friary and St Nicolas, Holy Trinity, Merrow, Onslow, Pilgrims, Shalford, Stoke, Stoughton, Westborough e Worplesdon, e i ward del distretto di Waverley di Alfold, Blackheath and Wonersh, Cranleigh East, Cranleigh Rural and Ellens Green, Cranleigh West, Ewhurst e Shamley Green and Cranleigh North.
- dal 2024: i ward del borgo di Guildford di Bellfields and Slyfield, Burpham, Castle, Clandon & Horsley, Effingham, Merrow, Onslow, Send & Lovelace, St. Nicolas, Stoke, Stoughton North, Stoughton South, Westborough e Worplesdon.

Il collegio copre Guildford e l'area circostante nella contea del Surrey.

## Membri del parlamento dal 1868
| Elezione | Elezione         | Deputato          | Partito             |
| -------- | ---------------- | ----------------- | ------------------- |
|          | 1868             | Guildford Onslow  | Liberale            |
|          | 1874             | Denzil Onslow     | Conservatore        |
| 1885     | John Brodrick    |                   | Conservatore        |
|          | 1906             | Henry Cowan       | Liberale            |
|          | 1910             | Edgar Horne       | Conservatore        |
| 1922     | Henry Buckingham |                   | Conservatore        |
| 1931 (S) | Charles Rhys     |                   | Conservatore        |
| 1935     | John Jarvis      |                   | Conservatore        |
| 1950     | Richard Nugent   |                   | Conservatore        |
| 1966     | David Howell     |                   | Conservatore        |
| 1997     | Nick St Aubyn    |                   | Conservatore        |
|          | 2001             | Sue Doughty       | Liberal Democratici |
|          | 2005             | Anne Milton       | Conservatore        |
|          | 2019             | Anne Milton       | Indipendente        |
|          | 2019             | Angela Richardson | Conservatore        |
|          | 2024             | Zöe Franklin      | Liberal Democratici |

## Elezioni

### Elezioni negli anni 2020
| Partito                    | Partito                                         | Candidato                  | Risultati 4 luglio 2024 | Risultati 4 luglio 2024 |
| Partito                    | Partito                                         | Candidato                  | Voti                    | %                       |
| -------------------------- | ----------------------------------------------- | -------------------------- | ----------------------- | ----------------------- |
|                            | Lib Dem                                         | Zöe Franklin               | 22 937                  | 47,49                   |
|                            | Conservatore                                    | Angela Richardson          | 14 508                  | 30,04                   |
|                            | Reform UK                                       | Dennis Saunders            | 4 395                   | 9,10                    |
|                            | Laburista                                       | Sarah Gillinson            | 3 931                   | 8,14                    |
|                            | Verde                                           | Sam Peters                 | 2 268                   | 4,70                    |
|                            | Peace                                           | John Morris                | 255                     | 0,53                    |
|                            |                                                 |                            |                         |                         |
| Iscritti                   | Iscritti                                        | Iscritti                   | 70 734                  | 100,00                  |
| ↳ Votanti (% su iscritti)  | ↳ Votanti (% su iscritti)                       | ↳ Votanti (% su iscritti)  | 48 294                  | 68,28                   |
| ↳ Astenuti (% su iscritti) | ↳ Astenuti (% su iscritti)                      | ↳ Astenuti (% su iscritti) | 22 440                  | 31,72                   |
|                            |                                                 |                            |                         |                         |
|                            | Esito: collegio passa da Conservatore a Lib Dem |                            |                         |                         |

### Elezioni negli anni 2010
| Partito                    | Partito                                   | Candidato                  | Risultati 12 dicembre 2019 | Risultati 12 dicembre 2019 |
| Partito                    | Partito                                   | Candidato                  | Voti                       | %                          |
| -------------------------- | ----------------------------------------- | -------------------------- | -------------------------- | -------------------------- |
|                            | Conservatore                              | Angela Richardson          | 26 317                     | 44,87                      |
|                            | Lib Dem                                   | Zöe Franklin               | 22 980                     | 39,18                      |
|                            | Laburista                                 | Anne Rouse                 | 4 515                      | 7,70                       |
|                            | Indipendente                              | Anne Milton                | 4 356                      | 7,43                       |
|                            | Peace                                     | John Morris                | 483                        | 0,82                       |
|                            |                                           |                            |                            |                            |
| Iscritti                   | Iscritti                                  | Iscritti                   | 77 729                     | 100,00                     |
| ↳ Votanti (% su iscritti)  | ↳ Votanti (% su iscritti)                 | ↳ Votanti (% su iscritti)  | 58 651                     | 75,46                      |
| ↳ Astenuti (% su iscritti) | ↳ Astenuti (% su iscritti)                | ↳ Astenuti (% su iscritti) | 19 078                     | 24,54                      |
|                            |                                           |                            |                            |                            |
|                            | Esito: collegio confermato a Conservatore |                            |                            |                            |

| Partito                    | Partito                                   | Candidato                  | Risultati 8 giugno 2017 | Risultati 8 giugno 2017 |
| Partito                    | Partito                                   | Candidato                  | Voti                    | %                       |
| -------------------------- | ----------------------------------------- | -------------------------- | ----------------------- | ----------------------- |
|                            | Conservatore                              | Anne Milton                | 30 295                  | 54,58                   |
|                            | Lib Dem                                   | Zoe Franklin               | 13 255                  | 23,88                   |
|                            | Laburista                                 | Howard Smith               | 10 545                  | 19,00                   |
|                            | Verdi                                     | Mark Bray-Parry            | 1 152                   | 2,08                    |
|                            | Peace                                     | John Morris                | 205                     | 0,37                    |
|                            | Indipendente                              | Semi Essessi               | 57                      | 0,10                    |
|                            |                                           |                            |                         |                         |
| Iscritti                   | Iscritti                                  | Iscritti                   | 80 253                  | 100,00                  |
| ↳ Votanti (% su iscritti)  | ↳ Votanti (% su iscritti)                 | ↳ Votanti (% su iscritti)  | 55 509                  | 69,17                   |
| ↳ Astenuti (% su iscritti) | ↳ Astenuti (% su iscritti)                | ↳ Astenuti (% su iscritti) | 24 744                  | 30,83                   |
|                            |                                           |                            |                         |                         |
|                            | Esito: collegio confermato a Conservatore |                            |                         |                         |

| Partito                    | Partito                                   | Candidato                  | Risultati 7 maggio 2015 | Risultati 7 maggio 2015 |
| Partito                    | Partito                                   | Candidato                  | Voti                    | %                       |
| -------------------------- | ----------------------------------------- | -------------------------- | ----------------------- | ----------------------- |
|                            | Conservatore                              | Anne Milton                | 30 802                  | 57,06                   |
|                            | Lib Dem                                   | Kelly-Marie Blundell       | 8 354                   | 15,47                   |
|                            | Laburista                                 | Richard Wilson             | 6 534                   | 12,10                   |
|                            | UKIP                                      | Harry Aldridge             | 4 774                   | 8,84                    |
|                            | Verdi                                     | John Pletts                | 2 558                   | 4,74                    |
|                            | Guildford Greenbelt Group                 | Susan Parker               | 538                     | 1,00                    |
|                            | Peace                                     | John Morris                | 230                     | 0,43                    |
|                            | CISTA                                     | Gerri Smyth                | 196                     | 0,36                    |
|                            |                                           |                            |                         |                         |
| Iscritti                   | Iscritti                                  | Iscritti                   | 76 575                  | 100,00                  |
| ↳ Votanti (% su iscritti)  | ↳ Votanti (% su iscritti)                 | ↳ Votanti (% su iscritti)  | 53 986                  | 70,50                   |
| ↳ Astenuti (% su iscritti) | ↳ Astenuti (% su iscritti)                | ↳ Astenuti (% su iscritti) | 22 589                  | 29,50                   |
|                            |                                           |                            |                         |                         |
|                            | Esito: collegio confermato a Conservatore |                            |                         |                         |

| Partito                    | Partito                                   | Candidato                  | Risultati 6 maggio 2010 | Risultati 6 maggio 2010 |
| Partito                    | Partito                                   | Candidato                  | Voti                    | %                       |
| -------------------------- | ----------------------------------------- | -------------------------- | ----------------------- | ----------------------- |
|                            | Conservatore                              | Anne Milton                | 29 618                  | 53,30                   |
|                            | Lib Dem                                   | Sue Doughty                | 21 836                  | 39,30                   |
|                            | Laburista                                 | Tim Shand                  | 2 812                   | 5,06                    |
|                            | UKIP                                      | Mazhar Manzoor             | 1 021                   | 1,84                    |
|                            | Peace                                     | John Morris                | 280                     | 0,50                    |
|                            |                                           |                            |                         |                         |
| Iscritti                   | Iscritti                                  | Iscritti                   | 77 069                  | 100,00                  |
| ↳ Votanti (% su iscritti)  | ↳ Votanti (% su iscritti)                 | ↳ Votanti (% su iscritti)  | 55 567                  | 72,10                   |
| ↳ Astenuti (% su iscritti) | ↳ Astenuti (% su iscritti)                | ↳ Astenuti (% su iscritti) | 21 502                  | 27,90                   |
|                            |                                           |                            |                         |                         |
|                            | Esito: collegio confermato a Conservatore |                            |                         |                         |

### Elezioni negli anni 2000
| Partito                    | Partito                                         | Candidato                  | Risultati 5 maggio 2005 | Risultati 5 maggio 2005 |
| Partito                    | Partito                                         | Candidato                  | Voti                    | %                       |
| -------------------------- | ----------------------------------------------- | -------------------------- | ----------------------- | ----------------------- |
|                            | Conservatore                                    | Anne Milton                | 22 595                  | 43,76                   |
|                            | Lib Dem                                         | Sue Doughty                | 22 248                  | 43,09                   |
|                            | Laburista                                       | Karen Landles              | 5 054                   | 9,79                    |
|                            | Verdi                                           | John Pletts                | 811                     | 1,57                    |
|                            | UKIP                                            | Martin Haslam              | 645                     | 1,25                    |
|                            | Peace                                           | John Morris                | 166                     | 0,32                    |
|                            | Indipendente                                    | Victoria Lavin             | 112                     | 0,22                    |
|                            |                                                 |                            |                         |                         |
| Iscritti                   | Iscritti                                        | Iscritti                   | 75 534                  | 100,00                  |
| ↳ Votanti (% su iscritti)  | ↳ Votanti (% su iscritti)                       | ↳ Votanti (% su iscritti)  | 51 631                  | 68,35                   |
| ↳ Astenuti (% su iscritti) | ↳ Astenuti (% su iscritti)                      | ↳ Astenuti (% su iscritti) | 23 903                  | 31,65                   |
|                            |                                                 |                            |                         |                         |
|                            | Esito: collegio passa da Lib Dem a Conservatore |                            |                         |                         |

| Partito                    | Partito                                         | Candidato                  | Risultati 7 giugno 2001 | Risultati 7 giugno 2001 |
| Partito                    | Partito                                         | Candidato                  | Voti                    | %                       |
| -------------------------- | ----------------------------------------------- | -------------------------- | ----------------------- | ----------------------- |
|                            | Lib Dem                                         | Sue Doughty                | 20 358                  | 42,55                   |
|                            | Conservatore                                    | Nick St Aubyn              | 19 820                  | 41,43                   |
|                            | Laburista                                       | Joyce Still                | 6 558                   | 13,71                   |
|                            | UKIP                                            | Sonya Porter               | 736                     | 1,54                    |
|                            | Peace                                           | John Morris                | 370                     | 0,77                    |
|                            |                                                 |                            |                         |                         |
| Iscritti                   | Iscritti                                        | Iscritti                   | 76 303                  | 100,00                  |
| ↳ Votanti (% su iscritti)  | ↳ Votanti (% su iscritti)                       | ↳ Votanti (% su iscritti)  | 47 842                  | 62,70                   |
| ↳ Astenuti (% su iscritti) | ↳ Astenuti (% su iscritti)                      | ↳ Astenuti (% su iscritti) | 28 461                  | 37,30                   |
|                            |                                                 |                            |                         |                         |
|                            | Esito: collegio passa da Conservatore a Lib Dem |                            |                         |                         |

## Risultati dei referendum

### Referendum sulla permanenza del Regno Unito nell'Unione europea del 2016
|             | Collegio    | Lasciare UE % | Rimanere in UE % |
| ----------- | ----------- | ------------- | ---------------- |
|             | Guildford   | 41,1%         | 58,9%            |
|             | Inghilterra | 53,3%         | 46,7%            |
| Regno Unito | 51,9%       | 48,1%         |                  |